# うる星やつら3 リメンバー・マイ・ラブ
『うる星やつら3 リメンバー・マイ・ラブ』（うるせいやつら3 リメンバー・マイ・ラブ）は、1985年1月26日より東宝系で公開された、日本の長編アニメーション映画。高橋留美子原作のテレビアニメ『うる星やつら』（1981年版）の劇場版アニメシリーズ第3作である。同時上映作品は『愛・旅立ち』（監督 - 舛田利雄、主演 - 中森明菜・近藤真彦）。

## 概要
『うる星やつら』劇場版アニメシリーズの3作目。テレビアニメ『うる星やつら』（1981年版）のチーフディレクターを押井守からバトンタッチしたやまざきかずおが監督を務めた。本作品もこれまでと同様にオリジナルストーリーで制作されたが、この作品は『うる星やつら オンリー・ユー』が「あたるを追うラム」だったことから逆に「ラムを追うあたる」をコンセプトに作られた。
作中に登場するタヌキのキャラクター「O島」（原作やテレビアニメにも登場するキャラクターだが、本作に登場する「O島」は姿は同じだが全く異なるキャラである）の由来は、高橋留美子の担当編集者「大島氏」である。また主題歌は、オープニング、エンディングテーマ共に英詞、さらにオープニングテーマはハードロック調の曲で（作曲はゴダイゴのタケカワユキヒデ）、当時としては先駆的な試みであった。
本作品の配給収入は同時上映作品と合わせて11億7000万円で、1985年に公開された日本の映画の中では『ドラえもん のび太の宇宙小戦争』『忍者ハットリくん+パーマン 忍者怪獣ジッポウVSミラクル卵』に続き第8位にランクイン。アニメ映画のみに絞ると第2位となった。
なお、実際の映像でのタイトル表記は『うる星やつら3 リメンバー・マイ・ラヴ』だが、JASRACや映画関連サイトでは『うる星やつら3 リメンバー・マイ・ラブ』または『うる星やつら3 リメンバー・マイラブ』と表記されている。

## あらすじ
学校図書館で、ラムは三宅しのぶから「結ばれる男女は赤い糸で結ばれている」という言い伝えを聞き、「うちもダーリンと結ばれてるっちゃ」とはしゃぐ。学校の帰り道、新設の遊園地「友引メルヘンランド」が出来た事を知ったラムは早速諸星あたるとデートへ向かう。遊園地には、妖怪や宇宙人とおぼしき者でごった返していて、メガネらラム親衛隊、藤波竜之介のそっくりさんまで現れた。一方、サクラや錯乱坊は、遊園地に漂う妖気に気が付いていたが、なぜか入園できない。
その遊園地のイベントで、あたるは手品師によってピンクのカバにされてしまい、その手品師と助手の女が姿を消してしまったため元の姿に戻れなくなる。サクラは、あたるに呪いがかけられていると告げる。その夜、犯人の手品師を発見したラムは、手品師を遊園地の鏡迷路へと追い詰めるが、鏡迷路から亜空間に幽閉されてしまった。手品師の正体は「ルウ」と名乗る少年。あるゴミ捨て場で拾った不思議な光を放つガラス玉によって超能力を得たルウは、時空を超えて偶然見かけた幼少時代のラムに惹かれて今回の事件を起こし、ラムに自分と一緒に暮らすよう強要する。
一方現実の世界では、コタツネコから、ラムが遊園地へ男を追いかけて行ったのを見たという情報が入る。しかし遊園地を探っても手掛かりはなく、さらに遊園地にいた妖怪や宇宙人達はいなくなり、サクラ曰く、妖気を発しているのはあたるだけになっていた。
やがて、弁天やラン達の調査により、ラムの失踪とあたるがカバにされた理由が判明する。それは過去に手違いのせいでラムの誕生会に出席出来なかった「樫の木森のオババ」が、『銀河系よろず呪い事引き受け組合』に依頼してラムに呪いをかけていたせいだった。だがその呪いは、事情を知ったオババがすぐキャンセルしたはずだという。弁天達はその組合へ乗り込み、職員に事情を問いただすと、呪いは手違いでキャンセルされず長年放置され、見事なまでに昇華していたのだった。
その後、ラムのいない友引町に微妙な変化が起こり始めていた。ラムのいない地球に用はないと、ランや弁天達は各々の故郷へ帰ってしまったことで、友引町は不思議な力を失い、しのぶは怪力が出せなくなり、面堂はタコの気持ちが理解出来なくなり、メガネは旅に出てラムの思い出を消し去ろうとしていた。しばらくして元の姿に戻ったあたるは、ラムがいない事につけ込み、喜々としてガールハントを続ける。そんなどこか虚無的な生活の中、あたる達は3年に進級。ある日ガールハントをしていたあたるはコーラの缶で手を切ってしまう。その手にはまるで「赤い糸」の様に引く血があった。あたるは忘れていたラムとのやり取りの日々を思い出し、ラムの存在の大切さに気付く。そこに突然現れたラーラという女と共に、消えたラムを探すために奮起。ラムが幽閉された「メルヘンランド」に向かい亜空間へと突入する。
亜空間に突入したあたるはラムと対面することができたが、呪いの力で姿形を変えラムと引き離されてしまう。しかし、ラムはどんな姿になろうとも必死にあたるを見つけようとする。ラムはあたるとの赤い糸をたぐってあたるを見つけたが、そのあたるの指には何本もの赤い糸がついていた（あたるの左手の小指についている赤い糸は1本だけだったが）。ラムがあたるに（情けなさから）電撃を食らわせ、そのショックで呪いは消滅した。同時に「ルウ」や「ラーラ」との記憶も消失し、これまでの時間もすべてなかったことになり、あたる達は「友引メルヘンランド」開園前日に戻っていた。

## 登場人物
- ラム - 平野文
- 諸星あたる - 古川登志夫
- 面堂終太郎 - 神谷明
- 三宅しのぶ - 島津冴子
- テン - 杉山佳寿子
- サクラ - 鷲尾真知子
- ♨先生 - 池水通洋
- メガネ - 千葉繁
- パーマ - 村山明
- チビ - 二又一成
- カクガリ - 野村信次
- 藤波竜之介 - 田中真弓
- 竜之介の父 - 安西正弘
- 面堂了子 - 小山茉美
- あたるの父 - 緒方賢一
- あたるの母 - 佐久間なつみ
- ラムの父 - 沢りつお
- ラムの母 - 山田礼子
- レイ - 玄田哲章
- ラン - 小宮和枝
- 弁天 - 三田ゆう子
- O島（O島タヌキ） - 菅谷政子
- おユキ（お雪） - 小原乃梨子
- 錯乱坊（チェリー） - 永井一郎

### ゲストキャラクター
マジシャンのルウ
声 - 岩田光央、鈴木一輝（ルウ）
ピエロやマジシャンに扮し、あたるをカバに変えた張本人。本当の姿は10歳くらいの少年。
不思議なガラス玉のおかげで特殊な能力を身につけ、過去に見物に行った際、幼少時のラムに出会った。その頃の一点の穢れもない太陽のような笑顔に対し、あたると出会ってからのラムは以前のように笑わなくなったと思い、かつてのように笑うラムを見たいがため、ラムをあたるから引き離し、一緒に暮らそうと目論んだ（そのことをラムに話したが「お前はマザコンの上にロリコンけ！」と大して相手にされなかった）。両親は仕事で長期間帰っておらず、家庭教師のラーラとO島の三人で暮らしている。
終盤、ルウがラムの遠い子孫であることがラーラによって告げられる（ルウの母親はラムに似ているらしい）。ルウがラムをあたるから引き離そうとしたのは、ルウの自発行為ではなくガラス玉に操られていたためだった。それを知ったルウは、ラムとあたるを元の世界に帰し、二人から一連の記憶も消して、ラーラ、O島と共に元の時代へと帰って行った。
ラーラ
声 - 島本須美
ルウの家庭教師。あたるがいなくなったラムのことを思い出したのをきっかけに、二人でラム救出に向かった。ラーラとあたるに見つかり、なおもラムを連れて逃げようとしたルウに、彼とラムの間柄を告げて、ルウがラムを幽閉し続ければルウの存在自体が消滅してしまうことを説明して諦めさせた。「大変よくできました」「10点減点」といったハンコを持ち歩いている。
おばば
声 - 京田尚子
ラムの生誕祭に自分だけ呼ばれなかったため腹いせに、ラムが年頃になったころ、愛する男と必ず引き裂かれるように特別なガラス玉に恨みを込め、「銀河系よろず呪い引き受け組合」に郵送した。しかし実際には生誕祭の招待状は郵送中のアクシデントによりオババのもとへ届かなかっただけで、本当は招待されていることが分かる。誤解だったことを知ったオババは組合にキャンセルの意図を伝えた。しかし、肝心のガラス玉が郵送途中のターミナルで紛失されており、呪いそのものは行方不明扱いとなり放置されていた。その一切については組合からの連絡もなく、オババは関知していない。故に、既に発生・成長を続けていた呪いが一連の事件の発端を作ったのである。

## スタッフ
- 原作 - 高橋留美子[5]
- 監督 - やまざきかずお[5]
- 製作[注 2] - 多賀英典[5]
- 企画 - 落合茂一
- 脚本 - 金春智子[5][注 3]
- 総作画監督 - もりやまゆうじ
- 作画監督 - 土器手司
- 音楽 - ミッキー吉野[5]
- 音楽監督 - 早川裕
- 美術監督・美術設定 - 小林七郎、新井寅雄
- 撮影監督 - 若菜章夫
- 録音監督 - 斯波重治
- 色彩設計 - 大貫真理
- 編集 - 森田清次、坂本雅紀、宮内季美子
- キャラクターデザイン - 高田明美
- オープニングアニメーション・エンディングアニメーション - 西島克彦
- 録音制作 - オムニバス・プロモーション
- アニメーションプロデューサー - 長谷川洋
- 製作協力 - スタジオディーン
- 製作 - キティ・フィルム
- 配給 - 東宝[5]

## 主題歌
「BORN TO BE FREE」
ステファニー（Steffanie Reiko Borges）によるオープニングテーマ。作詞はRalph McCarthy、作曲はタケカワユキヒデ、編曲は土方隆行。
「REMEMBER MY LOVE」
ステファニーによるエンディングテーマ。作詞はRalph McCarthy、作曲はタケカワユキヒデ、編曲は土方隆行。
本楽曲はPCエンジンCD-ROM2用ゲームソフト『うる星やつら STAY WITH YOU』のBGMとしても使用された。

## 関連商品

### 書籍
- 少年サンデーグラフィック13 うる星やつら3 リメンバー・マイ・ラヴ ISBN 978-4091011176（1985年2月発売）
- 少年サンデーコミックス・アニメ版 うる星やつら3 リメンバー・マイ・ラヴ 上 - ISBN 978-4091218339（1985年3月発売）
- 少年サンデーコミックス・アニメ版 うる星やつら3 リメンバー・マイ・ラヴ 下 - ISBN 978-4091218346（1985年4月発売）

### 映像ソフト化
- VHS、ベータ方式（1991年7月21日発売）
- レーザーディスク（1998年6月17日発売[6]）
- VHD
- 映画はモノラル音声だがビデオはオープニングとエンディングをステレオ収録している。ただしエンディングが映画用サイズにカットされていないため、映像は最後の静止画だけ不自然に長い状態に伸ばされている。
- 通常版DVDは2000年4月19日に発売[7]。また、ハイビジョン・ニューマスター版DVDは2001年12月19日に発売された[8]。
- 2015年6月24日発売のBlu-ray「劇場版『うる星やつら』Blu-ray BOX」に、本作品のデジタルリマスター版が収録されている[9][10]。

### サウンドトラック
| タイトル                                                                      | 規格 | 発売日        | 規格品番      | 発売元               | 備考     |
| ----------------------------------------------------------------------------- | ---- | ------------- | ------------- | -------------------- | -------- |
| うる星やつら3 リメンバー・マイ・ラヴ オリジナルサウンドトラック 音楽編（BGM） | LP   | 1985年2月10日 | C25G0377      | キャニオン・レコード |          |
| うる星やつら3 リメンバー・マイ・ラヴ オリジナルサウンドトラック 音楽編（BGM） | CT   | 1985年2月10日 | 25P7367       | ポニー               |          |
| 『うる星やつら3 リメンバー・マイ・ラヴ』 オリジナルサウンドトラック ドラマ編  | LP   | 1986年3月5日  | C38G0382      | キャニオン・レコード |          |
| 『うる星やつら3 リメンバー・マイ・ラヴ』 オリジナルサウンドトラック ドラマ編  | CT   | 1986年3月5日  | 38P7054       | ポニー               |          |
| 『うる星やつら3 リメンバー・マイ・ラヴ』 オリジナルサウンドトラック ドラマ編  | CD   | 1991年6月25日 | KTCR-1099/100 | キティレコード       | [ 注 4 ] |
| うる星やつら3 リメンバー・マイ・ラヴ 映画BGM集 Ⅲ                              | CD   | 1986年3月21日 | H30K20025     | キティレコード       |          |
| うる星やつら3 リメンバー・マイ・ラヴ 映画BGM集 Ⅲ                              | CD   | 1991年6月25日 | KTCR-1092     | キティレコード       |          |